# گالامین تری‌اتیودید

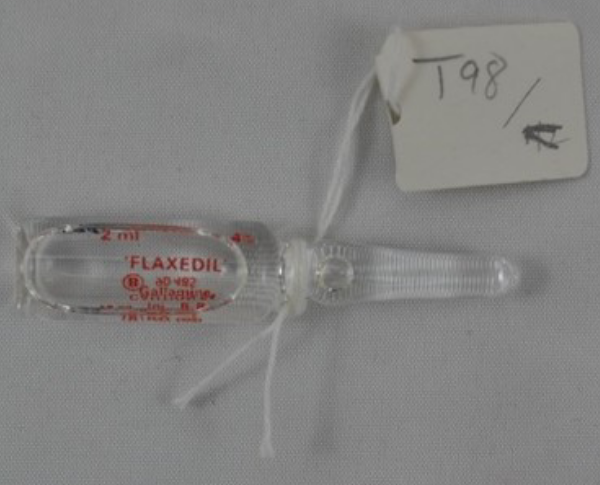
یک آمپول گالامین

گالامین تری‌اتیودید (انگلیسی: Gallamine triethiodide) یک شل کننده عضلانی غیر دپولاریز کننده است. این ماده با ترکیب شدن با مکان‌های گیرنده کولینرژیک در عضله عمل می‌کند و به طور رقابتی عملکرد فرستنده استیل کولین را مسدود می‌کند. گالامین یک نوع مسدود کننده غیر دپولاریز کننده است زیرا به گیرنده استیل کولین متصل می شود اما فعالیت بیولوژیکی استیل کولین را ندارد. گالامین تری‌اتیودید دارای اثر پاراسمپاتولیتیک بر روی عصب واگ قلبی است که باعث تاکی کاردی و گاهی فشار خون بالا می شود. دوزهای بسیار بالا باعث آزاد شدن هیستامین می شود.
گالامین تری‌اتیودید معمولاً برای جلوگیری از انقباضات عضلانی در طول روش های جراحی استفاده می شد، اما اکنون با داروهای مسدودکننده عصبی عضلانی جدید با عوارض جانبی کمتر جایگزین شده است.